# Stelle principali della costellazione di Cefeo
Segue un prospetto delle stelle principali della costellazione di Cefeo, elencate per magnitudine decrescente.